# Ryōji Noyori

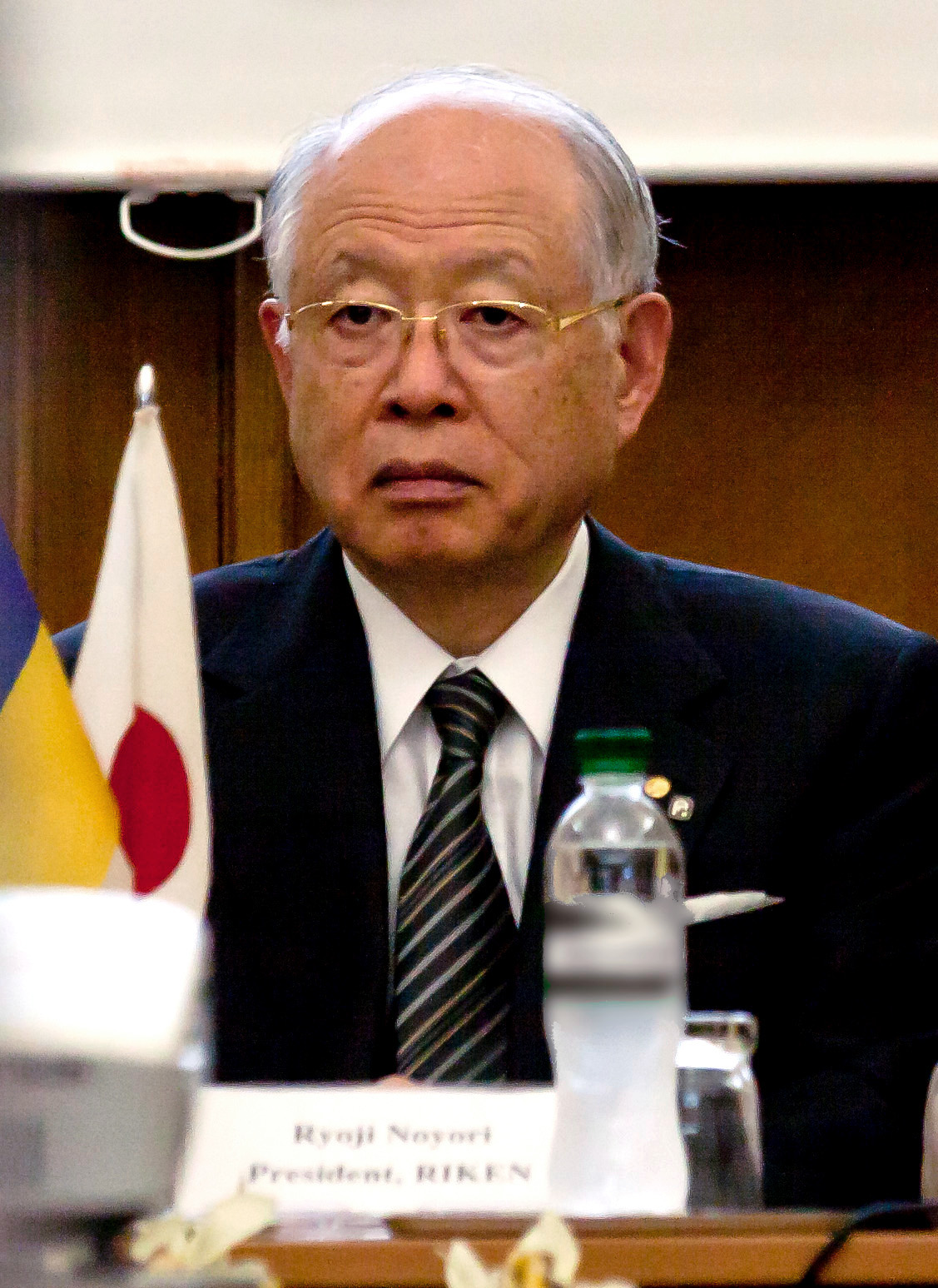
Ryoji Noyori

Ryōji Noyori (japanisch 野依 良治, Noyori Ryōji; * 3. September 1938 in Kōbe, Japan) ist ein japanischer Chemiker. 2001 erhielt er den Nobelpreis für Chemie.

## Leben
Ryōji Noyori wurde in Kōbe als Sohn von Kaneshi und Suzuko Noyori geboren, wo er die der Universität Kōbe angegliederte Grundschule besuchte. Er wechselte danach zur Nada-Mittel- und Oberschule. Sein Vater, durch den er schon früh mit der Chemie in Berührung kam, war Forschungsdirektor in der Chemischen Industrie.
Mit 18 Jahren begann Noyori das Studium an der Universität Kyōto, zunächst mit Schwerpunkt Organische Chemie bei Keiiti Sisido (auch Keiichi Shishido), das er 1963 mit einem Mastergrad abschloss (Universität Nagoya). Danach arbeitete er in der Arbeitsgruppe von Hotosi Nozaki bis zu seiner Ernennung zum Professor an der Universität Nagoya. Noyori kehrte nach einem Postdoc bei Elias Corey in Harvard, wo er unter anderem Barry Sharpless, einen weiteren Postdoc Coreys, kennenlernte, nach Nagoya zurück. Durch sein Forschungsthema bei Corey, der selektiven Hydrierung einer Doppelbindung bei der Synthese von Prostaglandin, kam er in Kontakt mit John Osborn, der in Harvard bei Geoffrey Wilkinson Erfahrung mit der Rhodium-katalysierten Hydrierung gesammelt hatte. Angeregt durch die ersten Veröffentlichungen von Knowles und Horner auf dem Gebiet der asymmetrischen Hydrierung wurde diese für mehrere Jahrzehnte Schwerpunkt seiner wissenschaftlichen Arbeit.
Nach seiner Rückkehr nach Japan 1970 an die Universität Nagoya übernahm er 1972 einen Lehrstuhl.

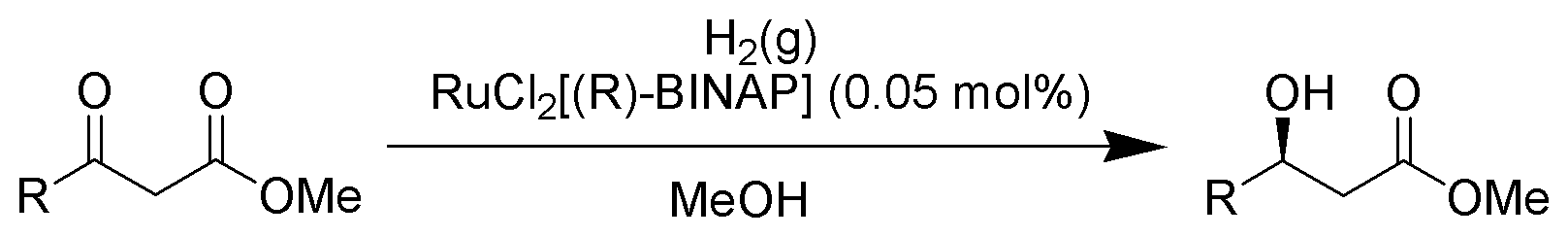
Asymmetrische Hydrierung nach Noyori

Die asymmetrische Hydrierung von β-Keto-Estern mit chiralen Ruthenium-BINAP-Komplexen war eine der entscheidenden Entdeckungen, für die ihm 2001 der Nobelpreis verliehen wurde.

## Ehrungen
Noyori erhielt zahlreiche Ehrungen und Auszeichnungen. 
- 1985 Preis der Chemical Society of Japan
- 1989 erhielt er den Fluka-Preis für das „Reagent of the Year“.
- 1990 Centenary Medal der Royal Chemical Society
- 1991 J. G. Kirkwood Preis der Yale University
- 1993 Tetrahedron-Preis
- 1995 Japan Academy Preis
- 1997 Arthur C. Cope Award
- 1998 Person mit besonderen kulturellen Verdiensten
- 1999 König-Faisal-Preis
- 2000 Kulturorden des japanischen Kaisers
- 2001 Wolf-Preis in Chemie
- 2001 Roger Adams Award in Organic Chemistry der American Chemical Society
- 2009 Lomonossow-Goldmedaille der Russischen Akademie der Wissenschaften
- 2001 Nobelpreis für Chemie für seine Arbeiten über chiral katalysierte Hydrierungsreaktionen, zusammen mit den Amerikanern William S. Knowles und K. Barry Sharpless.
- 2010 Sir Derek H. Barton Gold Medal

Außerdem wurde er mit der Ehrendoktorwürde der TU München, der Universität Rennes 1 (2000) und der RWTH Aachen ausgezeichnet.
Noyori hielt zahlreiche Ämter in verschiedenen wissenschaftlichen Organisationen inne. So war er Präsident der Society of Synthetic Organic Chemistry und der Chemical Society of Japan.
Er ist Honorarprofessor des Shanghai Institute of Organic Chemistry und Mitglied zahlreicher wissenschaftlicher Vereinigungen.
Noyori veröffentlichte über 400 Beiträge in wissenschaftlichen Zeitschriften und hält über 160 Patente.
Ihm zu Ehren ist der Ryōji-Noyori-Preis benannt.
Seit 2001 ist Noyori Mitglied der American Academy of Arts and Sciences, seit 2003 der National Academy of Sciences und der Russischen Akademie der Wissenschaften.

## Schriften
- Asymmetric Catalysis in Organic Synthesis. John Wiley & Sons, New York, 1994.
- mit H. Nozaki, S. Moriuti, H. Takaya: Asymmetric Induction in Carbenoid Reaction by Means of a Dissymmetric Copper Chelate. Tetrahedron Letters, 1966, 5239
- mit T. Ohkuma: Asymmetric Catalysis by Architectural and Functional Molecular Engineering: Practical Chemo- and Stereoselective Hydrogenation of Ketones, Angewandte Chemie, International Edition, Band 40, 2001, S. 40